# 高山久
高山 久（たかやま ひさし、1981年11月16日 - ）は、熊本県熊本市南区出身の元プロ野球選手（外野手）。愛称は「キューちゃん」（名前の「久」の音読み）。

## 経歴

### プロ入り前
熊本市立御幸小学校5年生の時に野球を始め、熊本市立託麻中学校では内野手としてプレーした。九州学院高等学校に進学後は第80回全国高等学校野球選手権大会は4番・一塁手として、第81回全国高等学校野球選手権大会は4番・二塁手として出場したが、ともに初戦敗退だった。高校通算43本塁打。
1999年度ドラフト会議にて西武ライオンズから1位指名を受けて入団した。

### 西武時代

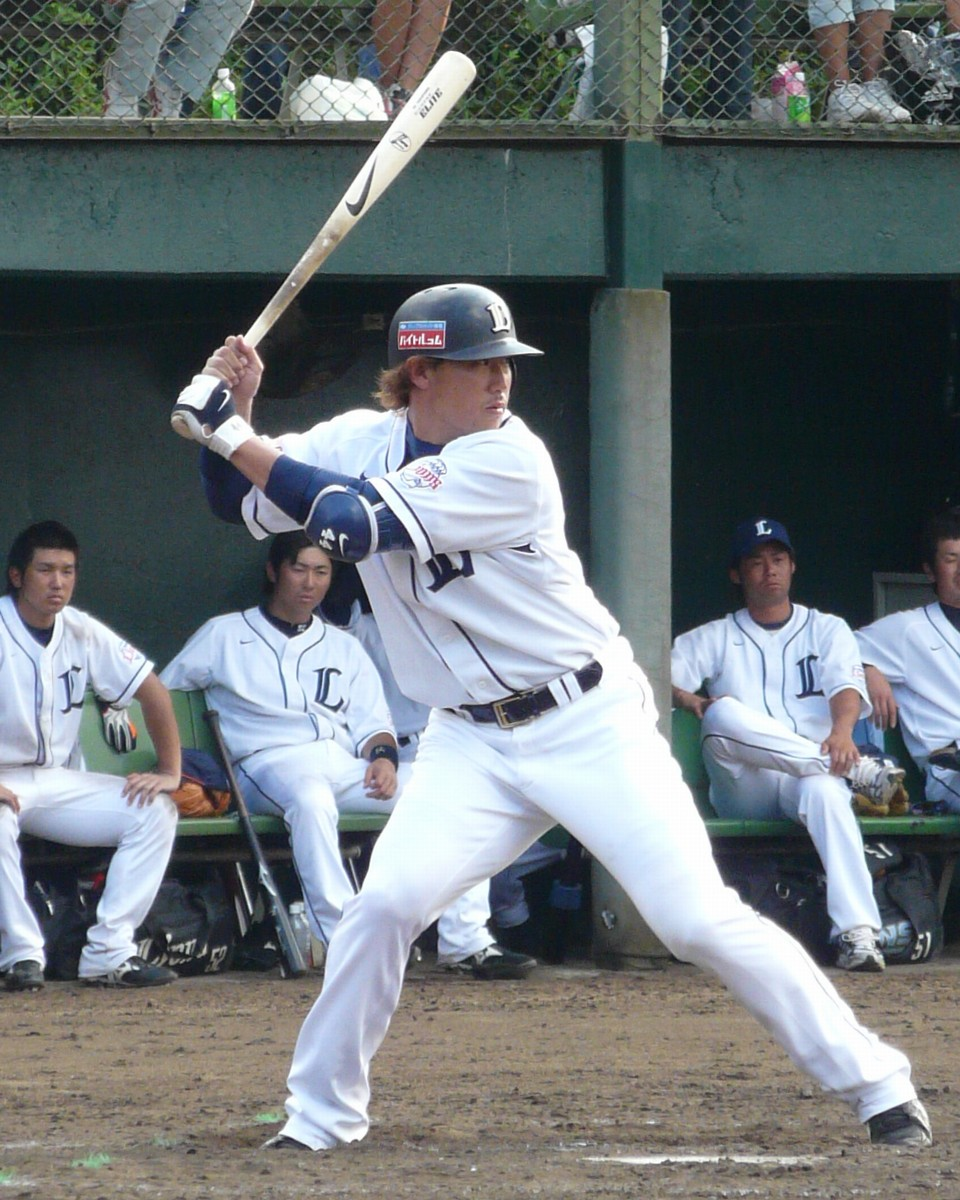
西武時代（2009年8月24日、西武第二球場）

2000年（1年目）はイースタン・リーグの規定打席に到達した。4月15日の大阪近鉄バファローズ戦で代打として一軍初出場した（結果は三振）。
2001年はプロ初本塁打を含む1試合2本塁打を記録した。 指名打者やレフトで出場して13試合で1番を打ち、打率.261、4本塁打を記録した。
2002年、2003年と徐々に出場機会が減り、2004年には初の一軍出場なしに終わる。
2005年は開幕を一軍で迎えたが、21試合で打率.207と一軍定着はならなかった。
2006年は55試合出場、打率.263といずれも自己最高を記録。7月11日（東北楽天ゴールデンイーグルス戦）には延長10回に代打サヨナラ安打を放ち、7月16日（千葉ロッテマリーンズ戦）には延長12回表に代打2点タイムリー三塁打を放ち、勝利に貢献した。7月19日のアレックス・カブレラ・和田一浩が共に不在だった試合では5番・指名打者として出場した。
2007年はオープン戦で右肩を痛めて戦列を離れた。6月6日に一軍に昇格すると、6月24日の対読売ジャイアンツ戦で9回表に代打の代打として出場、林昌範から2点本塁打を放った。6月30日の対楽天戦でも、同じく左腕の渡邉恒樹から9回裏に自身初のサヨナラ弾となる代打2点本塁打を放ち、2打席連続代打本塁打を記録した。その後、外野の3ポジションと指名打者でスタメン起用されたが9月に二軍落ち。前年を下回る29試合の出場に終わった。
2008年は25試合出場にとどまり、4年ぶりの本塁打なしに終わった。2009年は大半を二軍で過ごしたが、栗山巧の戦線離脱に伴い、10月5日に一軍登録された。一軍試合出場は3試合にとどまったものの、2年ぶりに本塁打を記録した。
2010年はプロ入り11年目にして初の開幕スタメン（9番・右翼手）に名を連ねた。その後もG.G.佐藤の不振も手伝ってスタメンに定着し、5月5日の楽天戦で2安打して早くも自己最多のシーズン30安打を上回る活躍を見せた。シーズン中盤に故障で離脱した影響もあって規定打席には届かなかったが、2009年シーズン終了時で通算11本だった本塁打を1シーズンで11本記録したほか、自身初のシーズン100安打以上を達成し、9月12日の対ロッテ戦では小野晋吾からプロ入り初の満塁弾を放つなど自己最高の成績を残した。対左投手の打率は.390を記録した。
2011年より、球団に他の高山姓の選手がいないにもかかわらず、ユニフォーム背中の表記を「H.TAKAYAMA」とした。これは久という名前を覚えてもらえるようにという意図であるという。しかし、シーズン中に腰を痛め、手術したこともありわずか19試合の出場、打率も.196、0本塁打と不本意な結果に終わった。
2012年は新外国人のクリス・カーターなどの故障により、開幕を1軍で迎え、7番・ライトで開幕スタメンだったものの、その後6試合で、18打数3安打、打率.167という不振により、4月9日に鬼崎裕司とともに、出場登録抹消となった。4月18日、イースタン・リーグ対巨人戦で審判員の村山太朗に暴言を吐いたとして退場処分を受け、翌19日に加藤良三コミッショナーから厳重注意、制裁金5万円の処分を受けている。7月13日に一軍登録されると、8月28日の対北海道日本ハムファイターズ戦では、代打の代打で石井裕也から2年ぶりの本塁打となる3ランホームランを放った。
2013年は、開幕から二軍でのプレーを余儀なくされていた。

### 阪神時代
2013年5月21日、川崎雄介との交換トレードで阪神タイガースへ移籍。背番号は、交換相手の川崎の「62」を継承。5月29日のウエスタン・リーグ、中日ドラゴンズ戦で本塁打を打つと、5月31日公示の出場選手登録で（西武時代を含めて）同年初の一軍昇格を果たした。左腕投手・井川慶の先発が予告されていた当日の対オリックス・バファローズ戦に「7番・左翼手」としてスタメンに起用された。その試合では、1点ビハインドの2回表に迎えた第1打席で、移籍後初本塁打となる同点のソロ本塁打を井川から放った。2リーグ制以降の阪神で、シーズン途中に他球団から移籍してきた選手では初めて移籍後初出場の公式戦初打席で本塁打を記録した。
2014年10月1日に球団から戦力外通告を受け、12月2日、自由契約公示された。

### 引退後
2015年1月13日、古巣の西武の野球教室「ライオンズアカデミー」コーチに就任することが発表された。
2016年12月13日、育成アマチュア担当（スカウト）に就任。主に九州地区を担当し、スカウト1年目の2017年には平良海馬の獲得に携わった。
2021年から二軍打撃コーチとして現場に復帰。2022年からは、一軍打撃コーチを務める。2024年はチーム打率.212、得点350は両リーグワーストに終わり、10月10日にコーチ契約を終了すると発表された。

## プレースタイル・人物
パンチ力のある打撃が魅力で、神主打法を駆使して広角に打球を飛ばせる中距離打者。また、得点圏での打率も高ければ打点も多く、勝負強いポイントゲッターでもある。しかし、早いカウントから打ちにいくため四球が少ない。
左投手相手に好成績を残す傾向にあり、2006年・2007年に放った計4本塁打は全て左投手（杉内俊哉、神内靖、林昌範、渡邉恒樹）からの本塁打であった。阪神が2013年のシーズン途中に高山を獲得したのは、長打力のある右打者が不足しているチーム事情の下で、上記の傾向に着目したことによるという。ちなみに西武時代には、左投手に比べて右投手との相性が悪かったことから、2010年にレギュラーとして起用されるまでは一軍公式戦での出場機会は、基本的にほぼ左投手相手のスタメン（または代打）に限られていた。
西武時代には、「地元ファンに早く名前を覚えてもらおう」という本拠地・所沢市のガソリンスタンド店長の薦めなどから、 “所沢音頭” を登場テーマ曲として使用。県営大宮球場での試合の際では、“大宮音頭”をテーマ曲として流していた。

### 打撃フォーム
プロ入り後幾度かの打撃フォーム改造を経て、2009年シーズン後半より前述のように神主打法へモデルチェンジし、現在に至っている。それまでは打撃コーチや解説者による様々なアドバイスを全て取り入れたことで逆に打撃フォームが固まらず、不調に陥るごとに大小のフォーム改造を行っていたという。2009年シーズン中に「余計な力を入れず自然体で構える、軸をしっかり固定する」ことに重点を置いてフォームを模索した結果、現在の神主打法に行き着いたもので、当初から落合博満の打撃フォームを真似したものではない。もっとも、両者のフォームが類似していることを指摘されてからは、YouTube等で落合の現役当時のフォームをチェックして参考にしているとのことである。

## 詳細情報

### 年度別打撃成績
| 年 度      | 球 団      | 試 合 | 打 席 | 打 数 | 得 点 | 安 打 | 二 塁 打 | 三 塁 打 | 本 塁 打 | 塁 打 | 打 点 | 盗 塁 | 盗 塁 死 | 犠 打 | 犠 飛 | 四 球 | 敬 遠 | 死 球 | 三 振 | 併 殺 打 | 打 率 | 出 塁 率 | 長 打 率 | O P S |
| ---------- | ---------- | ----- | ----- | ----- | ----- | ----- | -------- | -------- | -------- | ----- | ----- | ----- | -------- | ----- | ----- | ----- | ----- | ----- | ----- | -------- | ----- | -------- | -------- | ----- |
| 2000       | 西武       | 4     | 9     | 8     | 3     | 1     | 0        | 0        | 0        | 1     | 0     | 0     | 0        | 0     | 0     | 1     | 0     | 0     | 4     | 0        | .125  | .222     | .125     | .347  |
| 2001       | 西武       | 23    | 77    | 69    | 8     | 18    | 3        | 0        | 4        | 33    | 10    | 1     | 0        | 0     | 1     | 4     | 0     | 3     | 16    | 1        | .261  | .324     | .478     | .803  |
| 2002       | 西武       | 34    | 84    | 76    | 5     | 14    | 4        | 0        | 1        | 21    | 9     | 1     | 1        | 0     | 0     | 6     | 0     | 2     | 25    | 0        | .184  | .262     | .276     | .538  |
| 2003       | 西武       | 4     | 9     | 8     | 0     | 0     | 0        | 0        | 0        | 0     | 0     | 0     | 0        | 0     | 0     | 1     | 0     | 0     | 4     | 0        | .000  | .111     | .000     | .111  |
| 2005       | 西武       | 21    | 30    | 29    | 2     | 6     | 1        | 1        | 1        | 12    | 4     | 0     | 0        | 0     | 0     | 1     | 0     | 0     | 2     | 0        | .207  | .233     | .414     | .647  |
| 2006       | 西武       | 55    | 126   | 114   | 11    | 30    | 11       | 1        | 2        | 49    | 15    | 1     | 1        | 0     | 2     | 9     | 1     | 1     | 23    | 2        | .263  | .317     | .430     | .747  |
| 2007       | 西武       | 29    | 61    | 54    | 6     | 11    | 2        | 0        | 2        | 19    | 7     | 0     | 0        | 2     | 1     | 4     | 0     | 0     | 12    | 2        | .204  | .254     | .352     | .606  |
| 2008       | 西武       | 25    | 43    | 42    | 6     | 10    | 2        | 0        | 0        | 12    | 3     | 0     | 0        | 0     | 0     | 1     | 0     | 0     | 10    | 0        | .238  | .256     | .286     | .542  |
| 2009       | 西武       | 3     | 14    | 11    | 1     | 2     | 0        | 0        | 1        | 5     | 3     | 0     | 0        | 1     | 1     | 1     | 0     | 0     | 2     | 1        | .182  | .231     | .455     | .685  |
| 2010       | 西武       | 116   | 423   | 382   | 48    | 111   | 23       | 2        | 11       | 171   | 48    | 4     | 2        | 5     | 3     | 25    | 0     | 8     | 100   | 3        | .291  | .344     | .448     | .792  |
| 2011       | 西武       | 19    | 49    | 46    | 2     | 9     | 2        | 0        | 0        | 11    | 2     | 0     | 0        | 0     | 0     | 2     | 0     | 1     | 17    | 0        | .196  | .245     | .239     | .484  |
| 2012       | 西武       | 35    | 57    | 54    | 6     | 11    | 1        | 0        | 1        | 15    | 4     | 1     | 0        | 0     | 0     | 3     | 0     | 0     | 16    | 0        | .204  | .246     | .278     | .523  |
| 2013       | 阪神       | 9     | 21    | 16    | 2     | 4     | 1        | 0        | 2        | 11    | 3     | 0     | 0        | 0     | 0     | 4     | 1     | 1     | 6     | 0        | .250  | .429     | .688     | 1.116 |
| 通算：13年 | 通算：13年 | 377   | 1003  | 909   | 100   | 227   | 50       | 4        | 25       | 360   | 108   | 8     | 4        | 8     | 8     | 62    | 2     | 16    | 237   | 9        | .250  | .307     | .396     | .703  |

### 年度別守備成績
| 年 度 | 球 団 | 外野  | 外野  | 外野  | 外野  | 外野  | 外野     |
| 年 度 | 球 団 | 試 合 | 刺 殺 | 補 殺 | 失 策 | 併 殺 | 守 備 率 |
| ----- | ----- | ----- | ----- | ----- | ----- | ----- | -------- |
| 2000  | 西武  | 1     | 0     | 0     | 0     | 0     | .---     |
| 2001  | 西武  | 12    | 17    | 1     | 1     | 0     | .947     |
| 2002  | 西武  | 10    | 8     | 0     | 0     | 0     | 1.000    |
| 2003  | 西武  | 1     | 0     | 0     | 0     | 0     | .---     |
| 2005  | 西武  | 16    | 3     | 2     | 0     | 1     | 1.000    |
| 2006  | 西武  | 33    | 47    | 2     | 2     | 0     | .961     |
| 2007  | 西武  | 10    | 9     | 0     | 0     | 0     | 1.000    |
| 2008  | 西武  | 16    | 17    | 1     | 0     | 0     | 1.000    |
| 2009  | 西武  | 3     | 8     | 0     | 0     | 0     | 1.000    |
| 2010  | 西武  | 112   | 205   | 0     | 3     | 0     | .986     |
| 2011  | 西武  | 17    | 24    | 1     | 0     | 0     | 1.000    |
| 2012  | 西武  | 21    | 24    | 0     | 1     | 0     | .960     |
| 2013  | 阪神  | 4     | 8     | 0     | 0     | 0     | 1.000    |
| 通算  | 通算  | 266   | 370   | 7     | 7     | 1     | .982     |

### 記録
初記録
- 初出場：2000年4月15日、対大阪近鉄バファローズ1回戦（大阪ドーム）、9回表に伊東勤の代打で出場
- 初打席：同上、9回表に古池拓一の前に三振
- 初安打：2000年7月6日、対大阪近鉄バファローズ14回戦（西武ドーム）、9回裏にボブ・ウォルコットから左前安打
- 初先発出場：2000年9月30日、対大阪近鉄バファローズ27回戦（西武ドーム）、7番・指名打者で先発出場
- 初本塁打・初打点：2001年7月1日、対日本ハムファイターズ15回戦（西武ドーム）、7回裏に下柳剛から左越ソロ
- 初盗塁：2001年7月9日、対大阪近鉄バファローズ17回戦（西武ドーム）、7回裏に二盗（投手：山﨑一玄、捕手：古久保健二）

### 背番号
- 1（2000年 - 2003年）
- 44（2004年 - 2013年途中）
- 62（2013年途中 - 2014年）
- 91（2021年 - 2024年）

### 登場曲
- 所沢音頭
- 大宮音頭 （県営大宮球場時）

### テレビ出演
芸人キャノンボール（2016年8月24日、TBSテレビ系列）おぎやはぎチーム助っ人。